# Ulf Jakobsson
Ulf Gunnar Jakobsson, född 15 oktober 1943 i Mönsterås, är en svensk nationalekonom.

## Biografi
Jakobsson tog filosofie kandidatexamen i nationalekonomi och matematik vid Lunds universitet. Han tog därefter doktorsexamen i nationalekonomi vid Lund 1974.
Jakobsson började 1970 arbeta vid Industriens utredningsinstitut (IUI), där forskningsarbetet han presenterade i sin doktorsavhandling bedrevs. 1977 blev han planeringschef vid ekonomidepartementet, och hade sedan poster som chefsekonom först vid Svenska arbetsgivareföreningen 1982, vid Handelsbanken 1987 och Industriförbundet 1992. Från 1994 till 2005 var han chef för IUI.
Från hösten 2005 har han varit adjungerad professor i nationalekonomi vid Internationella Handelshögskolan i Jönköping.
Jakobsson är ledamot av Ingenjörsvetenskapsakademien sedan 1990.